# Троянска планина
 Тази статия е за планината, част от Стара планина.  За планината, част от Проклетия вижте Троян (планина).  
Троянска планина е планина в западната част Средна Стара планина, в областите Ловеч и Пловдив, между Рибаришкия проход и Калоферска планина. По северното ѝ подножие преминава условната граница между Средния Предбалкан и Средна Стара планина. Западно от Троянския проход в миналото е била известна като Кенда Балкан.

## Географско положение, граници, големина
Троянска планина се издига в западната част на Средна Стара планина с посока изток-запад, с дължина 35 км и ширина от 10 км на запад до 30 км на изток. На запад Рибаришкия проход (1570 м) я отделя от Златишко-Тетевенска планина, а на изток долината на река Черни Осъм, седловина висока 1950 м и долината на Стара река я отделят от Калоферска планина. На север склоновете ѝ постепенно прехождат в Троянските височини, а на северозапад чрез седловината Богое (1238 м н.в.) се свързва с Васильовска планина на Средния Предбалкан. На юг се спуска стръмно към централната част на Карловската котловина.

### Върхове
Билото на планината е широко и плоско, разположено на 1600 – 1750 м н.в., по-високо в най-източната и най-западната част. Най-висока точка е връх Левски (Амбарица, 2165,5), разположен в най-източната ѝ част:
| Име               | Кота (m) |
| ----------------- | -------- |
| Левски (Амбарица) | 2165,5   |
| Лепенят           | 1696     |
| Козя стена        | 1670     |
| Ушите             | 1637     |
| Сиврията          | 1522     |

## Климат и води
Южните ѝ склонове обърнати към Карловската котловина са стръмни, фацетирани и дълбоко разчленени от левите притоци на река Стряма, заети от големи наносни конуси. Северните склонове са дълги и дълбоко разчеленен от реките Бели и Черни Осъм и техните начални притоци и между долините им са се образували дълги и полегати напречни ридове: Кози дял, Кладни дял и др.

## Геоложки строеж
Планината е образувана върху Централнобалканската антиклинална структура. Изградена е от гранити, палеозойски кристалинни скали, триаски и юрски пясъчници, мергели, мергелни глинести лиски и варовици.

## Почви
Почвите са кафяви горски и планинско-ливадни.

## Флора
Южният склон е обезлесен, скалист, с тревна растителност и редки гори от бук и габър, запазени само по долините на реките. Високите пояси на северния склон са обрасли с гъсти букови гори, а ниските са обезлесени и голяма част от тях заети от обработваеми земи. Билото е скалисто, на места покрито с високопланинска тревна и храстова растителност. Около връх Козя стена расте еделвайс.

## Защитени територии
Троянска планина попада в границите на Национален парк „Централен Балкан“, в който се намират биосферните резервати „Стенето“ и „Козя стена“.

## Населени места
По южното подножие на планината са разположени градовете Карлово и Сопот и селата Анево, Иганово, Кърнаре и Христо Даново, а по северното – селата Черни Осъм, Балканец, Бели Осъм и Чифлик.

## Туризъм
- Северно от Троянския проход се намира курортният комплекс „Беклемето“.[1]

### Хижи
В Троянската планина се намират следните хижи:
| Име              | Надморска Височина (m) | Действаща | Места | Ток | Вода |
| ---------------- | ---------------------- | --------- | ----- | --- | ---- |
| „Дерменка“       | 1480                   | Да        | 86    | Да  | Да   |
| „Добрила“        | 1800                   | Да        | 80    | Да  | Да   |
| „Козя стена“     | 1560                   | Да        | 100   | Да  | Да   |
| „Незабравка“     | 1650                   | Да        | 80    | Да  | Да   |
| „Хайдушка песен“ | 870                    | Да        | 70    | Да  | Да   |
| „Яворова лъка“   | 740                    | Да        | 60    | Не  | Да   |

## Пътища
По цялото ѝ южно подножие, от село Розино до град Карлово, на протежение от 26 км преминава участък от първокласен път № 6 от Държавната пътна мрежа ГКПП „Гюешево“ – София – Карлово – Бургас, а успоредно на него и участък от трасето на Подбалканската жп линия София – Карлово – Бургас.
В централната част на планината, през Троянския проход (Беклемето, 1526 м), от Троян до Кърнаре, на протежение от 22,7 км преминава участък от второкласен Републикански път II-35, Плевен – Ловеч – Троян – Кърнаре.

## Топографска карта
- Лист от карта K-35-38. Мащаб: 1 : 100 000.